# 安楽行院
安楽行院（あんらくぎょういん）は、京都市伏見区深草に存在した寺院。

## 開基
藤原通基が現在の上京区に設置し、その後北朝天皇の位牌が安置されていたものの、後に廃絶したとされている持明院（安楽光院）の後身とする説もあるが、不明。
確実に辿れるのは、1304年（嘉元2年）に後深草院が崩御の後にこの地に葬られ、法華堂が造営されたことに由来する。

## 経過
後に伏見・後伏見・後光厳・後円融・後小松・称光・後土御門・後柏原・後奈良・正親町・後陽成の各天皇の遺骨が法華堂に安置された。
一時衰退して江戸時代に空心によって再興された。

## 廃寺
廃仏毀釈と天皇陵の整備政策によって仏教施設の排除となり、1893年（明治26年）に取り壊されて隣の嘉祥寺に統合され、寺の敷地は12代の天皇の陵墓として整備された（深草北陵・深草十二帝陵）。